# Ruptura a la francesa

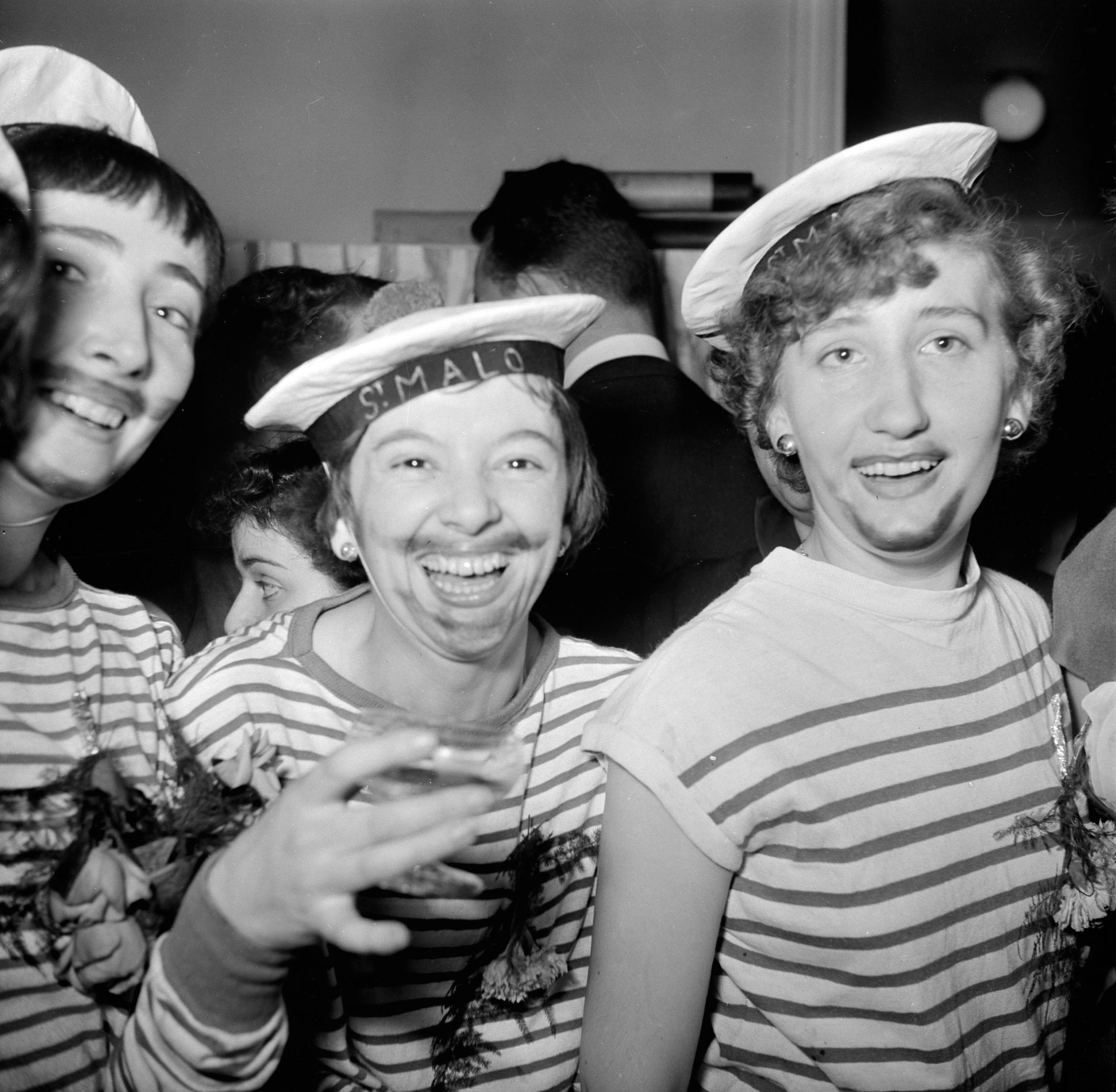
Tres noies neerlandeses disfressades amb la vestimenta associada al tradicional mim francès. Expressen l'analogia a l'expressió «ruptura a la francesa».

La ruptura a la francesa o marxa a la francesa és el terme de l'àmbit col·loquial que descriu la pràctica de menysteniment, socioafectiva o sexual, d'acabar sobtadament amb qualsevol contacte que una persona manté amb una altra —sense cap avís ni justificació aparent— i refusant qualsevol intent de comunicació posterior.

## Etimologia
En català, es tracta d'un neologisme creat a partir d'una adaptació normalitzada pel TERMCAT a partir de la locució adverbial popular «anar-se'n a la francesa», que expressa quan hom se'n va sense acomiadar-se ni mantenir una cortesia de salutació vers la resta dels assistents.
Tanmateix, el terme és prevalent als mitjans de comunicació a partir del manlleu en anglès, ghosting (de ghost, 'fantasma'), originat a principis dels anys 2000 i principalment aplicat a les relacions sexoafectives, sovint per mitjà d'Internet. En la dècada següent, els mitjans de comunicació van informar d'un augment d'aquest mètode, atribuït a l'ús creixent de les xarxes socials i de les aplicacions de cites en línia. L'anglicisme també s'ha emprat per a referir-se a pràctiques similars entre amistats, familiars i en l'àmbit de les relacions professionals i fou incorporada al Collins English Dictionary el 2015.
Per altra banda, també s'ha descrit mediàticament en català la forma col·loquial «bomba de fum», traducció de l'expressió en castellà bomba de humo.

## Prevalença i impacte social
Una persona que perpetra una ruptura a la francesa sovint denota poca comprensió de com farà sentir l'altra persona. Aquest mètode s'associa amb efectes negatius sobre la salut mental de la persona receptora, i des de la psicologia s'ha descrit com una manca de responsabilitat afectiva i una forma de comportament passiu-agressiu, de maltractament psicològic o crueltat emocional.

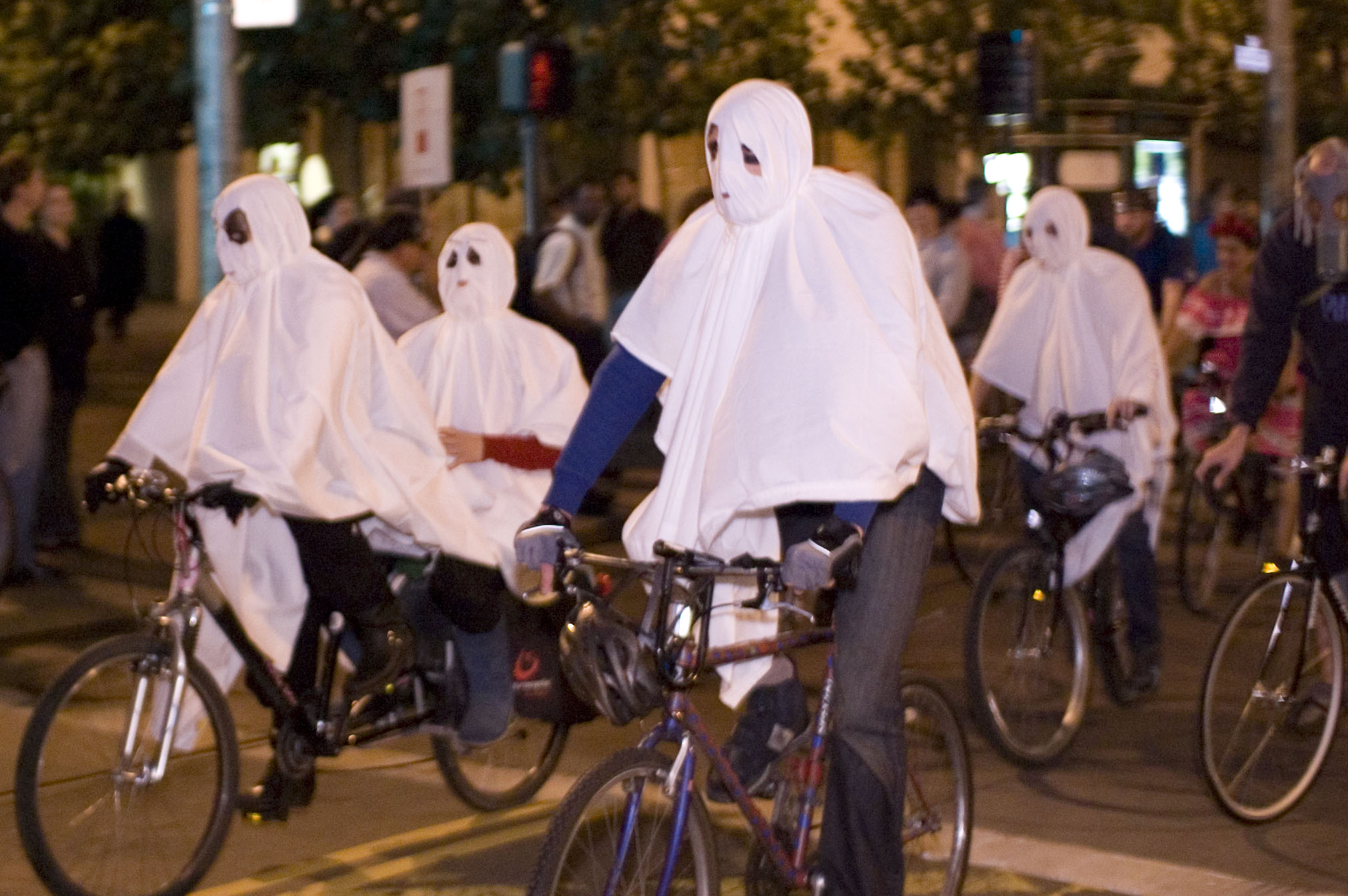
Passejada de ciclistes disfressats de fantasma, en analogia al significat de l'anglicisme ghosting.

Una enquesta de BuzzFeed realitzada el 2019 va indicar que el 81% de les persones que van dur a terme una ruptura d'aquesta mena la van fer perquè «no els interessava» l'altra persona, el 64% va afirmar que l'altra persona «va fer quelcom que no els va agradar» i el 25% va declarar que «estava enfadat amb l'altra persona». Quan en una relació virtual hi ha poques connexions mútues, la gent s'inclina més a dur a terme una ruptura a la francesa per causa de la manca de conseqüències socials. El fet de ser una pràctica cada cop més freqüent ha fet que moltes persones s'hagin tornat insensibles, fet que les fa més propenses a recórrer a la mateixa tàctica en el futur.
Alguns estudis han indicat que aquest tipus de trencament de vincles afectius es considera la manera més dolorosa d'acabar una relació en comparació amb altres mètodes com la confrontació directa. S'ha demostrat que provoca sentiments d'ostracisme, exclusió i rebuig. A més, la manca de senyals socials juntament amb la seva ambigüitat poden provocar una forma de desregulació emocional en la qual una persona se senti fora de control. Una enquesta de 2018, duta a terme als EUA per la companyia financera CreditLoan, determinà que les dones eren molt més propenses a fer una ruptura a la francesa que no pas els homes.
La ruptura a la francesa també té connotacions en l'àmbit professional: es tracta d'aquella situació en què l'ocupador laboral entrevista un candidat per a un lloc de treball i li fa creure que té possibilitats d'aconseguir la feina, tot i que mai no li arribi a transmetre el veredicte de si realment ha aconseguit o no la plaça. El terme també s'ha utilitzat en referència als empleats que accepten ofertes de feina, però tallen el contacte sobtadament amb l'empresa, així com els qui abandonen la seva posició sense cap renúncia o dimissió prèvia.